# Caterino Zeno
Caterino Zeno (Velence, 1421/35/43 – 1490 körül), velencei nyelvjárásban: Caterino Zen vagy Caterino Geno, velencei patrícius, diplomata, követ, utazó, aki járt Uzun Haszan udvarában 1473 júliusában egy oszmán-ellenes szövetség létrehozása céljából, amikor meglátogatta rokonát, a Fehér Ürü kánjának a feleségét is, Deszpina Hatunt, a Komnénosz-házbeli IV. Alexiosz trapezunti császár unokáját, Crispo Florencia naxoszi hercegnő sógornője és a felesége révén I. Katalin ciprusi királynő nagybátyja, valamint I. Iszmáíl perzsa sah nagynagybátyja. Uzun Haszántól hazatérőben 1474-ben járt Hunyadi Mátyás udvarában is.

## Élete

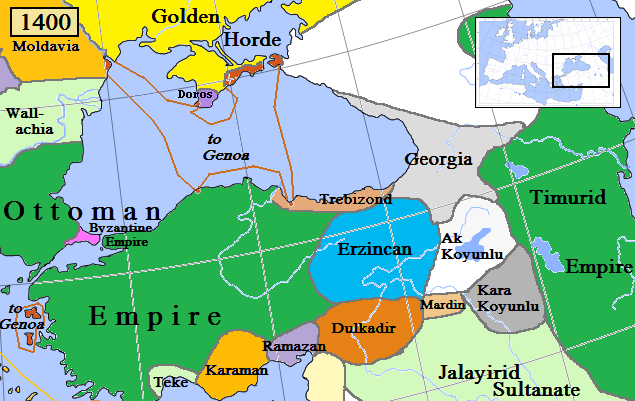
A Trapezunti Császárság, az Arany Horda és a Fehér Ürü (Akkojunlu) Kánság 1400-ban.

Apja Piero Zeno „il dragone”, a velencei kereskedő arisztokrácia tagjaként keleten folytatott kereskedelmet, és egyik ilyen útja során Damaszkuszban halt meg. Piero Zeno szülei: Antonio Zeno és Anna Morosini, Giovanni Morosini lánya.
Caterino Zeno testvérei voltak: Nicolò és Giovanni.
Felesége Violante Crispo (1427–?), Komnénosz Eudokia (Valenza), és Nicolò/Niccolò Crispo (1392–1450) lánya, akinek az apja a Naxoszi Hercegség régense volt. Violante Crispo anyai nagyszülei IV. Alexiosz (1382–1429) trapezunti császár és Kantakuzénosz Teodóra (1382 körül–1426).
A felesége testvérei voltak: II. (Crispo) Ferenc (1417–1463) naxoszi herceg, akinek az 1 felesége Guglielma Zeno volt, és 3 gyermeket szült, a 2. felesége Petronilla Bembo, akitől nem születtek újabb gyermekei, valamint Crispo Florencia (1422–1501), akinek a férje Marco Cornaro (1406–1479) velencei patrícius, Marco Cornaro velencei dózse dédunokája volt. Az ő lányuk volt I. (Cornaro) Katalin (Caterina) (1454–1510) ciprusi királynő (ur.: 1474–1489), aki II. (Fattyú) Jakab (1438–1473) ciprusi királyhoz ment férjhez, és egy fiuk született, III. (Lusignan) Jakab (1473–1474), aki az apja halála után a születésétől a haláláig Ciprus királya volt.
Violante Crispo idősebb nagybátyja IV. (Komnénosz) János (1403 körül–1460) trapezunti császár, akinek a 2. felesége Sajbánida N., Devlet Berdi kánnak, az Arany Horda uralkodójának volt Teodóra (Deszpina Hatun) feltételezett anyja. Teodóra feleségül ment Uzun Haszanhoz, a Fehér Ürü kánjához (emírje), aki 1472-ben Irán (Perzsia) királya lett.
A felesége ifjabb nagybátyja II. (Komnénosz) Dávid (1408 körül–1463), 1460-tól 1461-ig az utolsó trapezunti császár volt.
Caterino Zenót a Velencei Köztársaság 1471-ban Uzun Haszanhoz küldte követként mint Deszpina Hatun elsőfokú unokatestvérének a férjét. Rodoszon és Karamanon keresztül 1472. április 30-án érkezett Tebrizbe. Caterino Zeno Deszpina Hatunt és gyermekeit is meglátogatta, és részletes beszámolót készített a trapezunti császári hercegnőről. Teodóra legidősebb lánya volt Márta, aki szintén ortodox keresztény vallású volt, ezt tükrözte a keresztény neve is, bár Halima néven számontartották, I. Iszmáíl perzsa sah anyja volt.
Uzun Haszán Zeno látogatása idején szenvedett éppen vereséget II. Mehmed oszmán szultán ellen Otlukbelinél (Erzincan) 1473. augusztus 11-én, és ezért Zenót a követeként egy oszmán-ellenes szövetség létrehozása céljából I. (Hunyadi) Mátyás magyar királyhoz és a nyugati hatalmak uralkodóihoz küldte. Uzun Hasszán azonban csak a velencei dózsénak, III. Frigyes német-római császárnak és I. Mátyásnak írt külön, személyre szóló levelet. Zeno először IV. (Jagelló) Kázmér lengyel királyt és litván nagyfejedelmet látogatta meg, aki viszont elzárkózott a szövetségkötés elől, hiszen éppen ez az időszak volt a lengyel–magyar kapcsolatok mélypontja. 1471-ben ugyanis I. (Podjebrád) György cseh király halála után Hunyadi Mátyás ellenében IV. Kázmér elsőszülött fiát, Ulászlót választották Prágában a huszita rendek cseh királlyá, bár 1469 óta Mátyás a katolikus cseh rendek által Brnóban már cseh királlyá lett választva korábbi apósa, Podjebrád György ellenében, míg IV. Kázmér másodszülött fiát, ifjabb Kázmér herceget pedig Magyarországon Vitéz János esztergomi érsek léptette fel sikertelenül trónkövetelőként.
Mátyás legfőbb ellenfele a lengyel királyné, Habsburg Erzsébet magyar hercegnő, Albert magyar király és Luxemburgi Erzsébet lánya, valamint Zsigmond magyar király unokája volt, aki a fiait tartotta a magyar trón jogos örököseinek, így a két ország kapcsolata a mélypontra esett vissza. IV. Kázmér ekkor háborút folytatott Magyarország ellen, valamint szövetségi viszonyt ápolt az Oszmán Birodalommal, és ezért nem volt érdekelt a török-ellenes szövetségbe való belépésben. Caterino Zenót Magyarországon viszont nagyon szívélyesen fogadtak, amikor 1474. április 20-án a magyar udvarba érkezett, és I. Mátyás királlyal tárgyalt a lehetséges szövetségről és katonai együttműködésről az oszmánok ellen. Zenót a magyar király két aranycsészével és a két legszebb lovával (doe coppe doro, et doi bellissimi cavalli) ajándékozta meg.

## Gyermekei
- Feleségétől, Violante Crispo (1427–?) naxoszi hercegnőtől, 2 fiú:[8]
  - Pietro
  - Ottaviano